# Joan Falsison

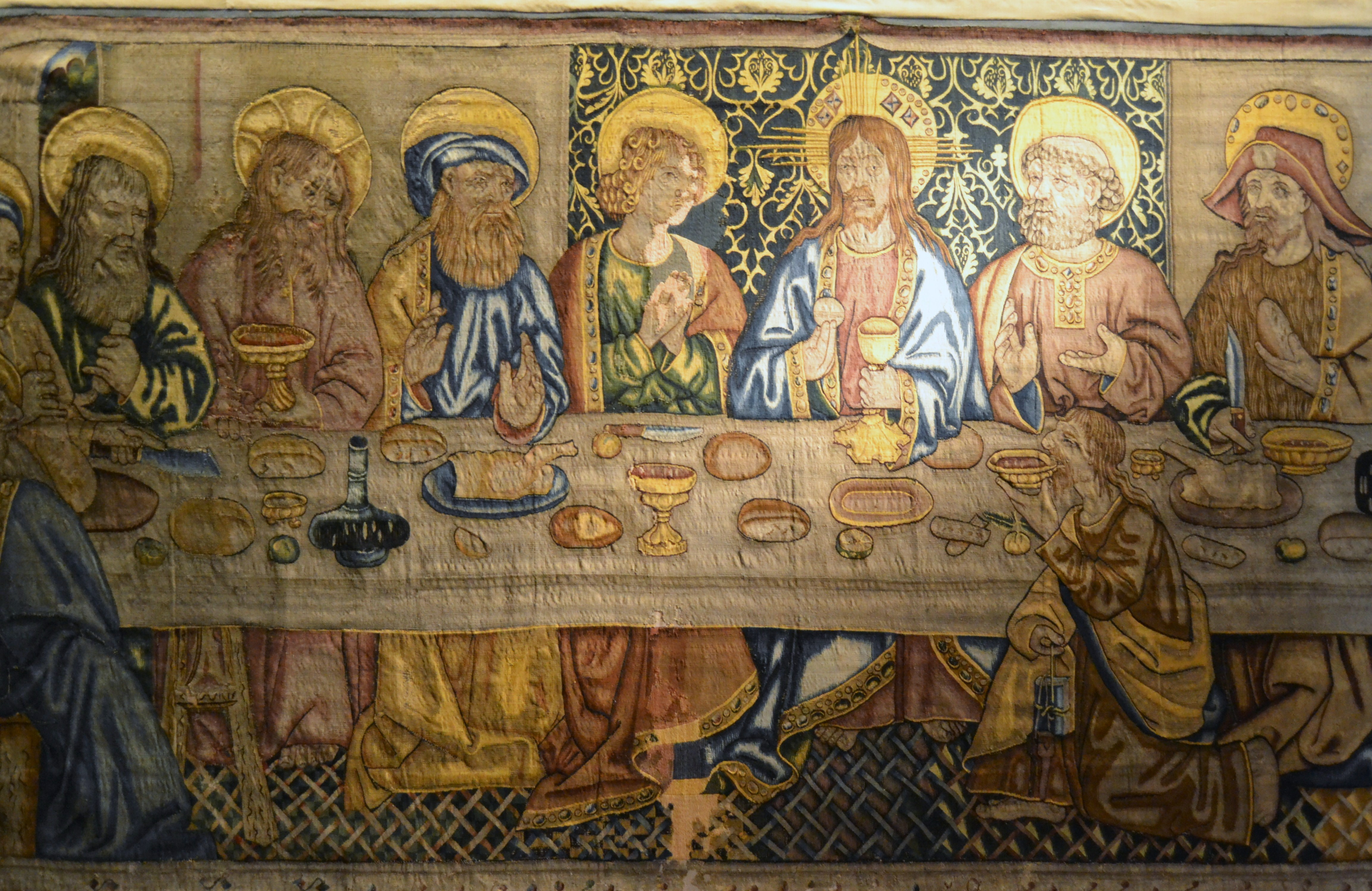
Tapís del sant Sopar

Joan Falsison, natural de la població francesa d'Arràs, capital de l'Artois, va ser un important mestre tapisser actiu al terç central del segle xv.
Es desconeix en quin moment va abandonar el nord d'Europa. El 1441 va instal·lar el seu taller a Barcelona, on va treballar per al Consell de Cent i per a la confraria dels mercers. El 1444 va passar a residir, juntament amb la seva família i els seus obrers, a Tortosa, on va romandre fins als volts del 1464. A la ciutat de l'Ebre va estar a sou del Consell municipal i va treballar per al Capítol catedralici.
A causa d'això, se li atribueix el tapís del Sant Sopar conservat a la catedral de la darrera ciutat esmentada. Es tracta de l'únic "drap de ras" o "d'obra de Flandes" clarament confeccionat a Catalunya entre els conservats i datables a l'edat mitjana.